# Walerij Raczkow
Walerij Aleksandrowicz Raczkow (ros. Валерий Александрович Рачков, ur. 24 kwietnia 1956 w Ałma-Acie) – radziecki bokser, mistrz świata z 1978.
Walczył w wadze półśredniej (do 67 kg), Wystąpił w niej na igrzyskach olimpijskich w 1976 w Montrealu Po wygraniu dwóch walk (w tym z byłym mistrzem Europy Kalevim Marjamaą z Finlandii) uległ w kolejnej przyszłemu złotemu medaliście Jochenowi Bachfeldowi z NRD. W tym samym roku zwyciężył w turnieju „O Złoty Pas Polusa”.
Zdobył złoty medal w na mistrzostwach świata w 1978 w Belgradzie. Pokonał m.in. Jochena Bachfelda w ćwierćfinale, Roosevelta Greena ze Stanów Zjednoczonych w półfinale i reprezentanta gospodarzy Miodraga Perunovicia w finale. Zwyciężył również na Spartakiadzie Gwardyjskiej w 1978. Zakończył karierę bokserską w 1980.
Walerij Raczkow był mistrzem ZSRR w wadze półśredniej w 1976, 1977 i 1978, wicemistrzem w 1979 oraz brązowym medalistą w 1980.
Później był trenerem bokserskim bokserskim. W latach 1992–1993 prowadził reprezentację Indonezji.
W 1978 otrzymał tytuł Zasłużonego Mistrza Sportu ZSRR.